# Brie (queso)
El brie (pronúnciese «bri») es un queso de pasta blanda elaborado con leche cruda de vaca. Se denomina así por la región geográfica francesa de la cual procede, la Brie. Su área de producción se extiende al este de París, en la región Isla de Francia.

## Características
Se elabora con leche cruda de vaca, salvo en EE. UU. y Australia donde se usa leche pasteurizada. Está cubierto con una suave capa completamente comestible, formada por el moho Penicillium candida (y a veces por otras bacterias como la Brevibacterium linens) que aparece durante el periodo de curación. La pasta es de color pálido, marfil o amarillo claro. La textura es cremosa y el sabor delicado, aunque este va adquiriendo un sabor más fuerte conforme madura.
Se elabora en forma de rueda, pudiendo comercializarse entero o en cuñas triangulares. Puede tomarse como aperitivo o como postre, en tabla de quesos, en sándwich, y acompañado por pan. Marida bien con vino tinto (del Ródano, Bourgueil, Brouilly, Saint-Émilion o Pinot Noir)

## Estatus
El término «brie» es genérico para designar este tipo de queso, que se elabora hoy en día por todo el mundo, admitiendo algunas variedades poco ortodoxas como los brie que incluyen hierbas o los que añaden doble o triple de leche. De todos los quesos brie franceses, dos han obtenido el reconocimiento AOC y son DOP protegidos a nivel europeo por el Reglamento CE n.º 1107/1996 de la Comisión de 12 de junio de 1996 relativo al registro de las indicaciones geográficas y de las denominaciones de origen con arreglo al procedimiento establecido en el artículo 17 del Reglamento (CE) n.º 2081/92 del Consejo. Se trata del brie de Meaux y el de Melun.